# ستيف روتشا
ستيف روتشا (1960 - ) (بالإنجليزية: Steve Rocha)‏ هو مدرب كرة سلة ولاعب كرة سلة أمريكي في مركز الوسط.